# Pizza Chicago
Pizza Chicago là loại pizza được chế biến theo một số phong cách phổ biến và phát triển ở Chicago. Thuật ngữ này có thể đề cập đến cả loại pizza đựng trong khay sâu lòng hoặc pizza nhân nhồi nổi tiếng, cũng như loại pizza đế mỏng trong quán rượu ít được biết đến hơn, vốn phổ biến hơn với người dân địa phương. Loại khay dùng để nướng bánh pizza giúp bánh có phần đế dày và làm cho món ăn có nhiều không gian rộng hơn để rưới lên một lượng lớn pho mát cũng như tương cà chua đi kèm. Bên cạnh đó, bánh cũng có thể được chế biến theo kiểu đế sâu lòng và nhân nhồi. Bột bánh đế mỏng được cán để có lớp vỏ mỏng giòn hơn các kiểu vỏ mỏng khác. Chúng được cắt thành hình vuông thay vì hình tam giác và còn được gọi là bánh pizza "kiểu quán rượu".

## Deep-dish
Theo Tim Samuelson, nhà sử học về văn hóa chính thức của Chicago, không có đủ tài liệu để xác định chắc chắn ai đã phát minh ra món pizza đựng trong khay sâu lòng kiểu Chicago. Người ta thường cho rằng nó được phát minh tại nhà hàng Pizzeria Uno ở Chicago, vào năm 1943, bởi Ike Sewell. Tuy nhiên, một bài báo năm 1956 trên tờ Chicago Daily News khẳng định rằng đầu bếp của công ty là Rudy Malnati đã phát triển công thức này, và Michele Mohr trong tờ Chicago Tribune cho rằng thực đơn tại nhà hàng Rosati's Authentic Chicago Pizza đã bao gồm món ăn đựng trong khay sâu lòng kể từ khi mở cửa vào năm 1926, theo con cháu của Saverio Rosati.

Deep-dish pizza
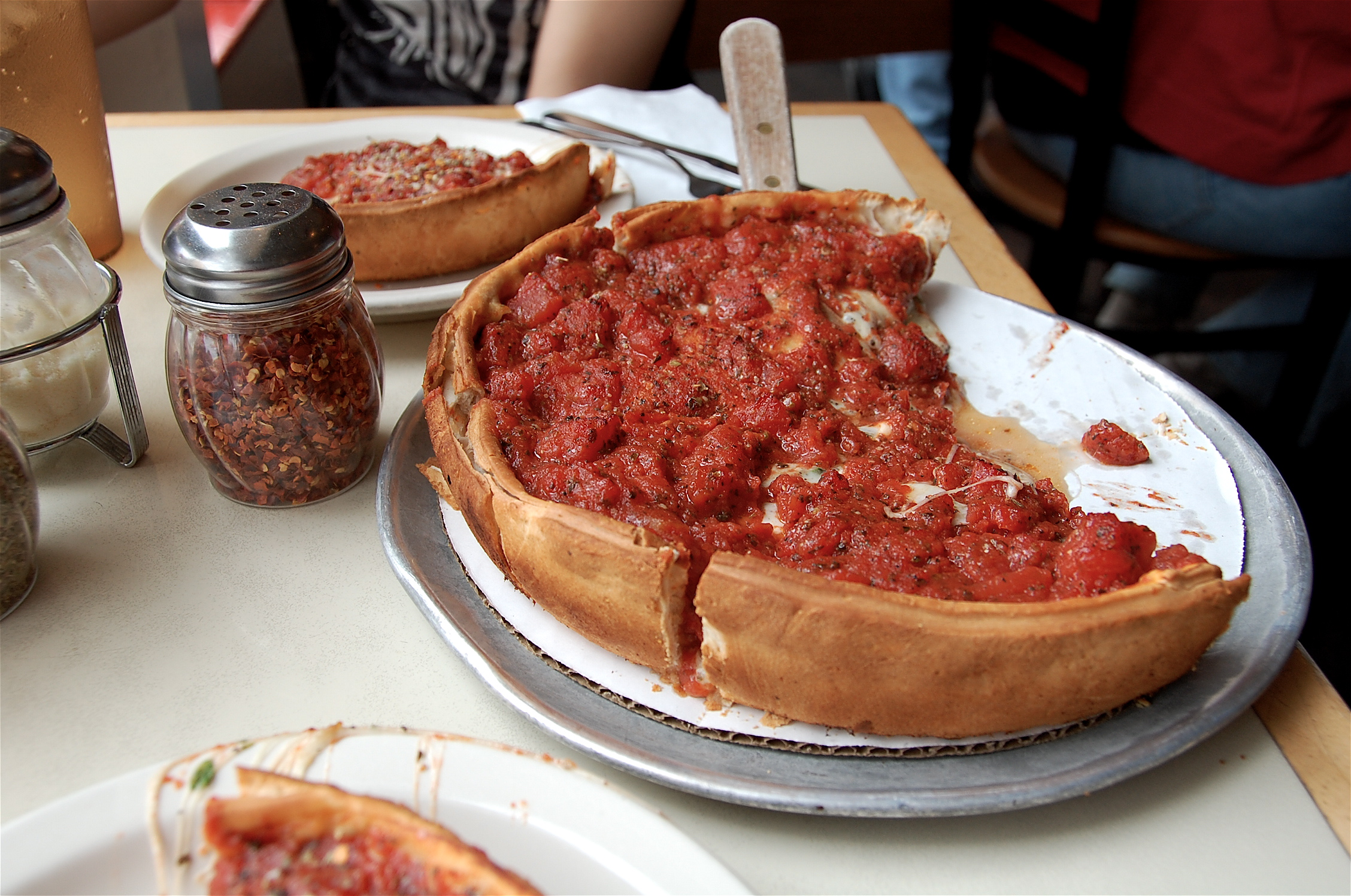
Một chiếc bánh deep-dish pizza ở California
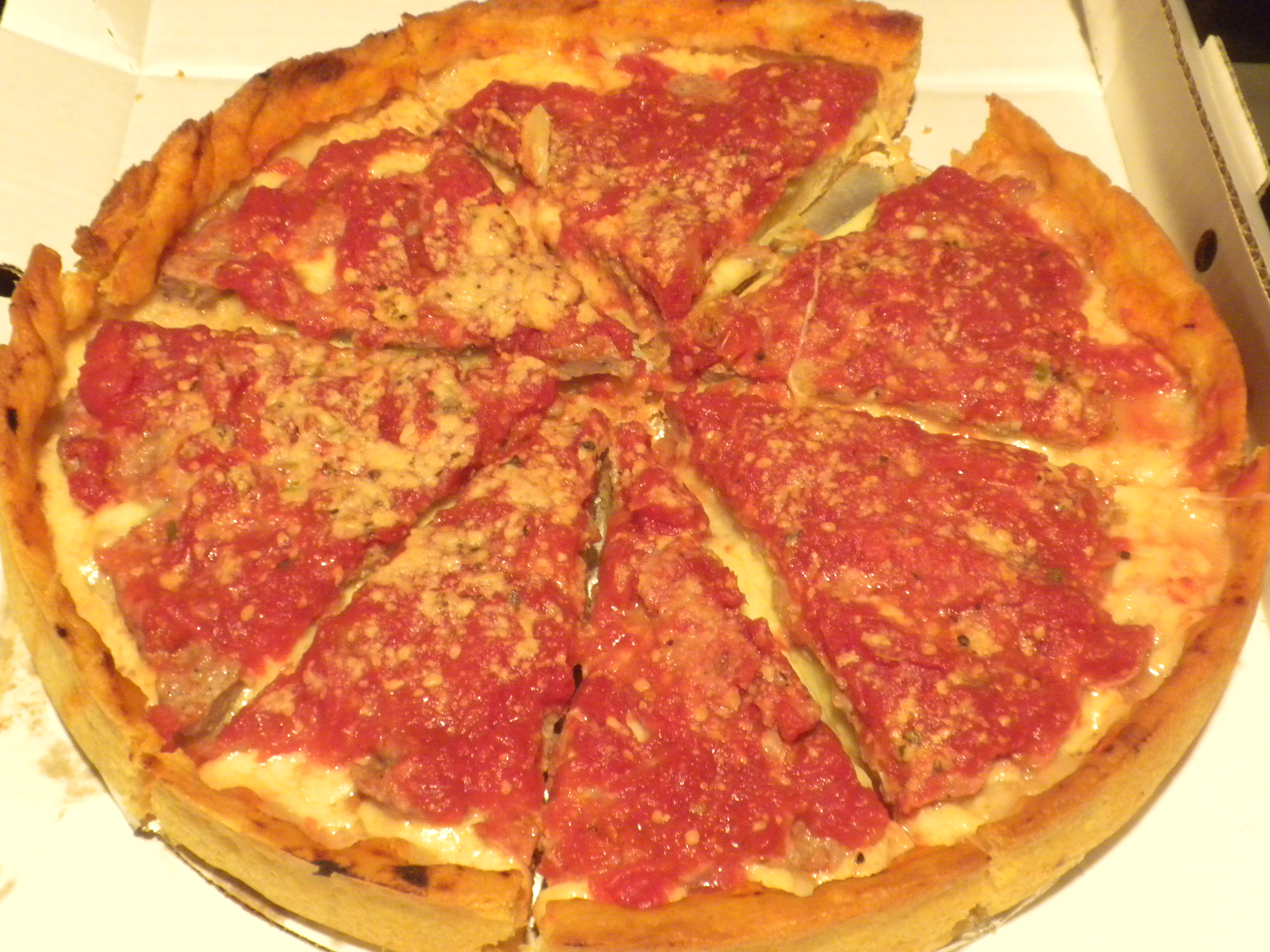
Deep-dish pizza tại nhà hàng Lou Malnati's

## Pizza nhân nhồi

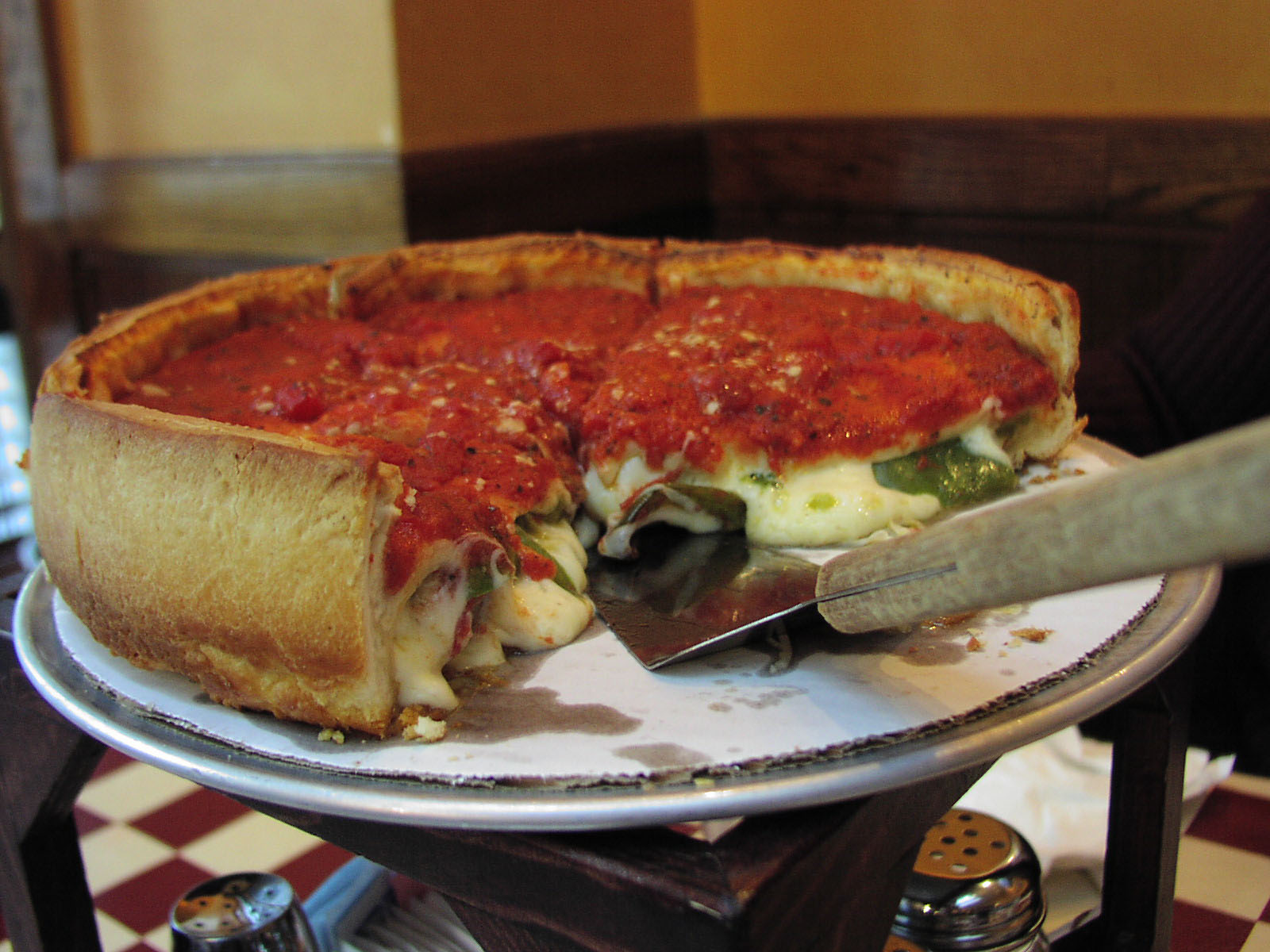
Pizza nhân nhồi ở nhà hàng Giordano's

Vào giữa những năm 1970, hai chuỗi cửa hàng ở Chicago, Nancy's Pizza, được thành lập bởi Rocco Palese, và Giordano's Pizzeria, do hai anh em Efren và Joseph Boglio điều hành, đã bắt đầu thử nghiệm bánh pizza đế dày và tạo ra bánh pizza nhân nhồi. Palese sáng tạo dựa trên công thức làm món scarcedda của mẹ anh, một loại bánh Ý được ăn trong dịp lễ Phục Sinh từ quê hương Potenza của anh ở Basilicata, cực nam của Bán đảo Ý, phổ biến hơn với cái tên "Pizza rustica Lucana". Sự khác biệt chính giữa pizza nhồi và pizza đĩa sâu lòng là pizza nhồi thường sâu hơn, có một lớp bột khác phủ lên trên và có nhiều pho mát hơn, trong khi loại đĩa sâu lòng có xu hướng có nhiều nước xốt hơn.

## Pizza đế mỏng

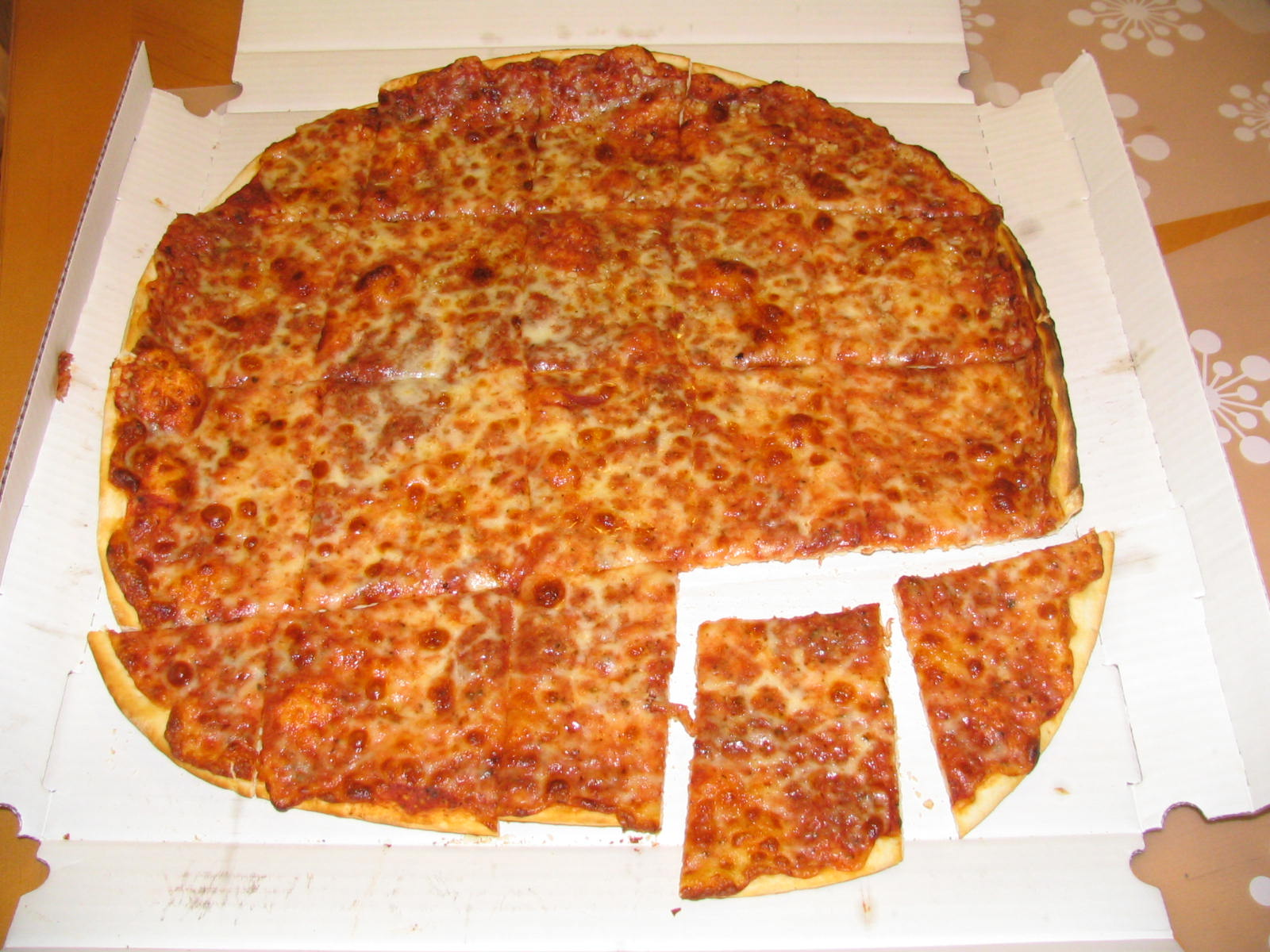
Bánh pizza Chicago đế mỏng tại một quán rượu

Ngoài ra, còn có một kiểu bánh pizza đế mỏng được tìm thấy ở Chicago và phần còn lại của khu vực Trung Tây. Lớp vỏ mỏng và đủ chắc để có độ giòn dễ nhận thấy, không giống như pizza New York. Khi ở New York, những người thợ làm bánh nhập cư từ Ý đã làm bánh bằng phương pháp nhào bột bằng tay truyền thống; thay vào đó, các chủ quán rượu, những người đầu tiên phát triển loại bánh pizza đế mỏng của Chicago, đã cán bột hoặc sử dụng máy cán cơ học. Điều này dẫn đến việc đế mỏng hơn so với đế có trong bánh pizza được làm thủ công bằng tay.
Chiếc bánh pizza này được cắt thành hình vuông, còn được gọi là "kiểu quán rượu" hoặc "kiểu tiệc tùng", không phải hình cái nêm. Cái tên "kiểu quán rượu" xuất phát từ việc pizza ban đầu được phục vụ trong các quán rượu, thường là để dụ uống rượu. Nguồn gốc của các quán rượu này cũng liên quan đến hình dạng của bánh, vì hình dạng vuông của các lát bánh giúp những quán rượu không có đĩa có thể đặt chúng trên khăn ăn.
Tính đến  năm 2013, theo dữ liệu của Grubhub và công ty Chicago Pizza Tours, trong người dân địa phương thì đế mỏng bán chạy hơn kiểu đựng trong khay sâu lòng được biết đến rộng rãi hơn, GrubHub còn cho biết rằng chúng chỉ chiếm 9% số lượng giao bánh pizza của họ. Các nhà nghiên cứu ngành công nghiệp thực phẩm Technomics Darren Tristano đã đặt câu hỏi về kết luận của GrubHub dựa trên nhân khẩu học của người dùng dịch vụ giao hàng, nói rằng người trẻ của họ không đủ khả năng mua pizza đựng trong khay sâu lòng, trong khi NPR lưu ý rằng dữ liệu không bao gồm thông tin về hai các chuỗi món ăn cụ thể (mặc dù chỉ có 20 nhà hàng ở thành phố 2,7 triệu dân này) không có trên GrubHub.

## Topping
Các loại topping điển hình thường thấy trên pizza ở hầu hết Bắc Mỹ (chẳng hạn như xúc xích, pepperoni, hành tây và nấm) cũng là tiêu chuẩn ở các tiệm bánh pizza ở khu vực Chicago. Một cuộc khảo sát năm 2013 chỉ ra rằng mặc dù topping trên bánh pizza phổ biến nhất ở hầu hết nước Mỹ là pepperoni, nhưng ở Chicago loại topping phổ biến nhất là xúc xích Ý.